# Marquis (nome)
Marquis  è un nome proprio di persona inglese maschile, tipico della comunità afroamericana.

## Varianti
- Maschili: Marquise[1], Marques[1]
- Femminili: Marquita[1]

## Origine e diffusione
Riprende il titolo nobiliare di "marchese" (marquis in inglese e francese); etimologicamente, è derivato dal francese antico marchis ("marca", "terra di confine"), e indicava un tempo una persona che governava su un territorio ai confini di un regno (ossia, appunto, una marca).

## Onomastico
Il nome è adespota, cioè non è portato da alcun santo. L'onomastico ricade quindi il 1º novembre, giorno di Ognissanti.

## Persone

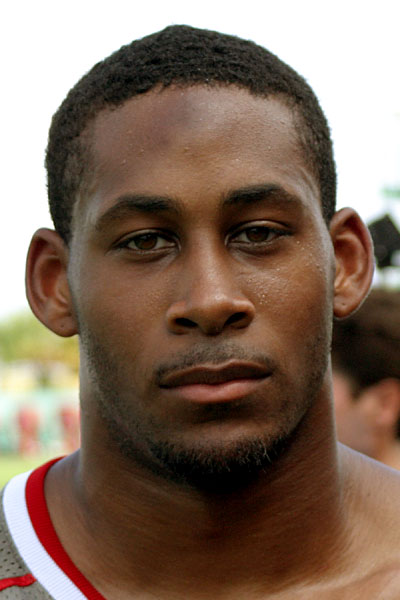
Marquis Cooper

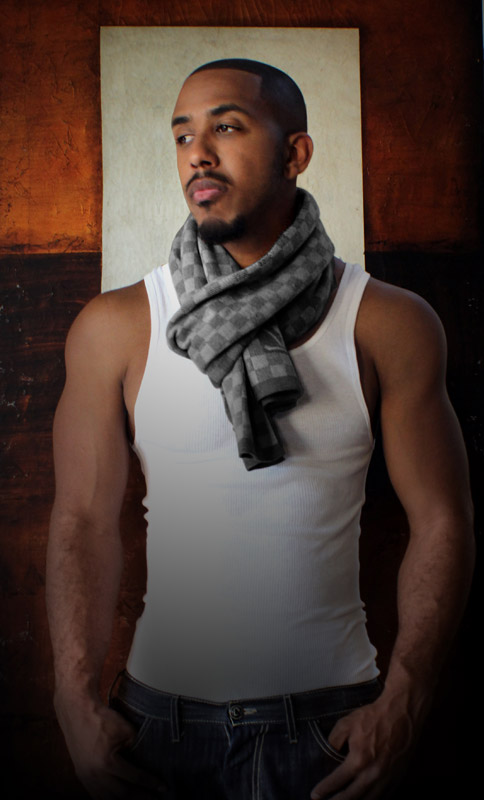
Marques Houston

- Marquis Cooper, giocatore di football americano statunitense
- Marquis Daniels, cestista statunitense
- Marquis Estill, cestista e allenatore di pallacanestro statunitense
- Marquis Flowers, giocatore di football americano statunitense
- Marquis Spruill, giocatore di football americano statunitense
- Marquis Teague, cestista statunitense
- Marquis Youngston, wrestler statunitense

### Variante Marquise
- Marquise Goodwin, atleta e giocatore di football americano statunitense

### Variante Marques
- Marques Batista de Abreu, calciatore brasiliano
- Marques Bragg, cestista statunitense
- Marques Colston, giocatore di football americano statunitense
- Marques Green, cestista statunitense naturalizzato macedone
- Marques Haynes, cestista statunitense
- Marques Houston, cantante, attore e ballerino statunitense
- Marques Johnson, cestista statunitense
- Marques Tuiasosopo, giocatore di football americano statunitense